# Sameodes
Sameodes és un gènere d'arnes de la família Crambidae descrit per Pieter Cornelius Tobias Snellen el 1880.

## Taxonomia
- Sameodes abstrusalis (Moore, 1888)
- Sameodes alexalis Schaus, 1927
- Sameodes cancellalis (Zeller, 1852)
- Sameodes distictalis Hampson, 1899
- Sameodes enderythralis Hampson, 1899
- Sameodes ennoduisalis Schaus, 1927
- Sameodes finbaralis Schaus, 1927
- Sameodes furvipicta Hampson, 1913
- Sameodes microspilalis Hampson, 1913
- Sameodes odulphalis Schaus, 1927
- Sameodes pictalis Swinhoe, 1895
- Sameodes polythiptalis Hampson, 1899
- Sameodes ulricalis Schaus, 1927

## Espècies antigues
- Sameodes iolealis (Walker, 1859)
- Sameodes tristalis Kenrick, 1907